# Hibérnia

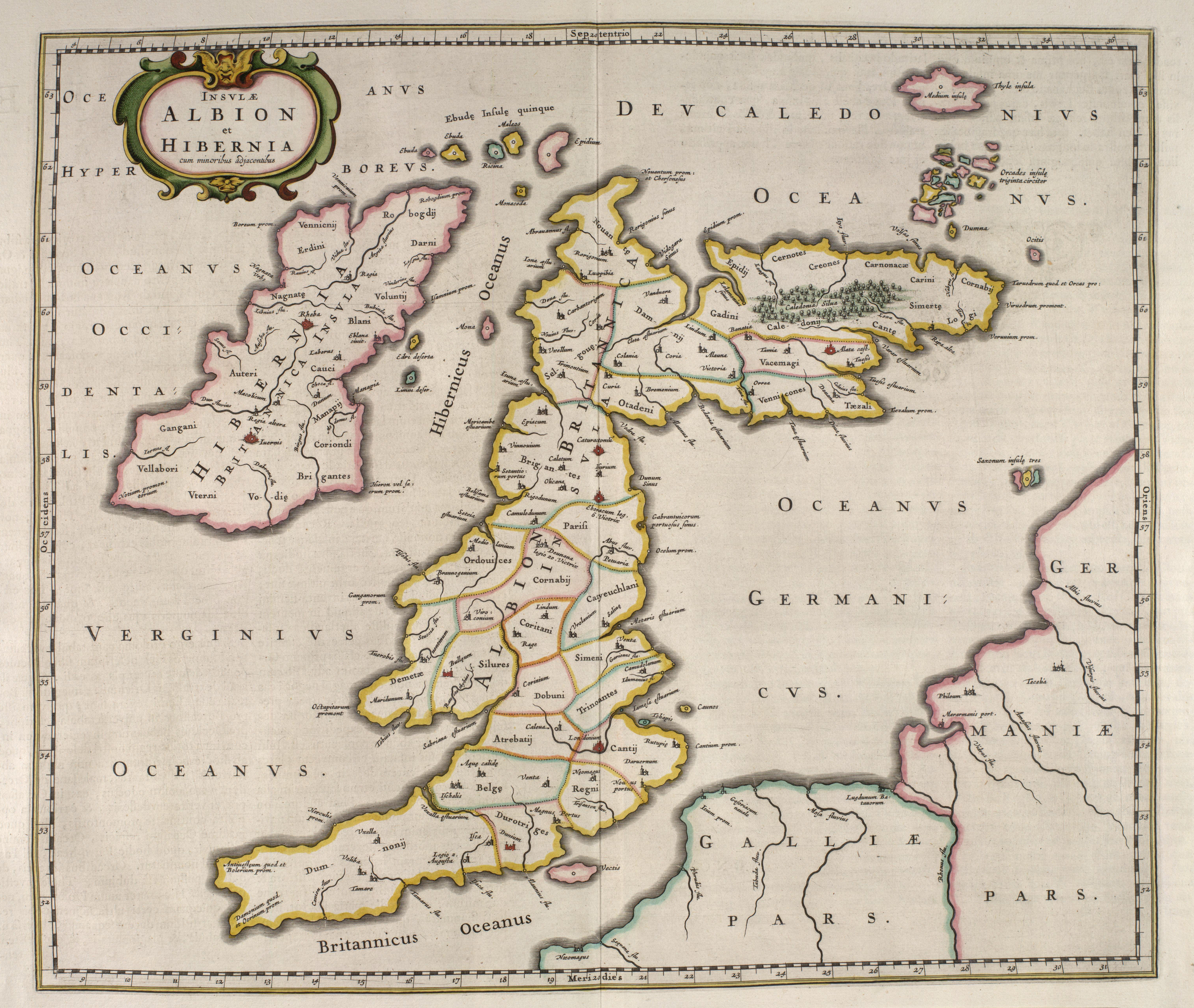
Mapa de 1654, onde a Irlanda ainda é denominada Hibernia.

Hibérnia, em latim Hibernia, é o nome latino para a ilha da Irlanda. 

## Etimologia
Hibérnia quer dizer literalmente "terra do inverno". Diz-se também que o nome pode ser uma latinização de Ivernii, uma das tribos celtas que habitavam a Irlanda ao tempo dos romanos. O nome também vem do grego Ἰουερνία Iouerníā sendo uma renderização grega do nome Q-Céltico *Īweriū, de onde vem os nomes irlandeses Ériu e Éire..

## Hibérnia e Roma
A Hibérnia nunca foi incorporada formalmente ao Império Romano.
A crença popular é que os romanos nem invadiram nem influíram de modo notável na Irlanda, embora se saiba de expedições de tribos irlandesas que chegaram às províncias romanas de Britania (Grã-Bretanha) e Gália (França). 
Os testemunhos escritos são escassos, ainda que sugestivos. Não foram encontrados vestígios de estradas romanas, nem provas de alguma invasão. Ainda assim, no sudeste da Irlanda existem cemitérios em estilo romano e grandes quantidades de ruínas romanas.
É geralmente aceito que Júlio César "invadiu" a Grã-Bretanha. Todavia, seu exército teria permanecido ali somente cerca de dois anos e fracassou em seu intuito de incorporar a Hibérnia ao Império Romano. A única prova que temos da invasão romana da Hibérnia é o livro de César, A Guerra das Gálias, escrito em 54 a. C.
Os outros poucos textos do período, juntamente com as evidências arqueológicas, sugerem certa interação entre a Britania romanizada e a Irlanda. Sem uma nova descoberta arqueológica ou a aparição de algum texto perdido, os detalhes desta interação permanecerão sujeitos a controvérsia.